# 関水金属

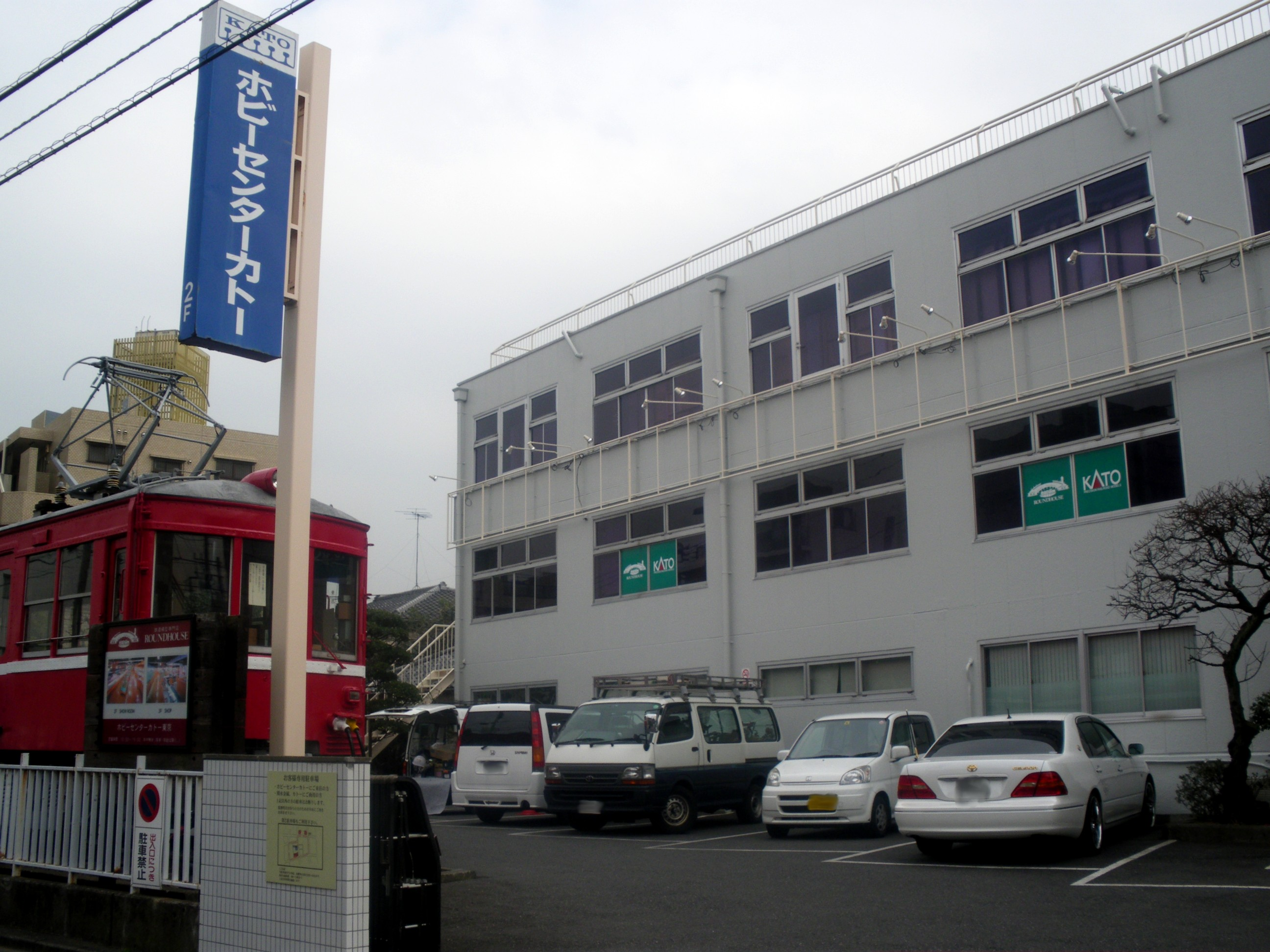
ホビーセンターカトー（旧社屋）

株式会社関水金属（せきすいきんぞく、英: Sekisui Kinzoku Co., Ltd.）は、東京都新宿区西落合に本社を置く日本の鉄道模型メーカーである。車両や線路、ストラクチャーや制御機器などを扱う総合メーカーである。ブランド名はKATO（カトー）。

## 企業概要
1957年に加藤祐治によって創業された関水金属彫工舎を前身とする。関水金属は鉄道模型専業であり、直流二線式のNゲージおよびHOゲージ・16番ゲージの車両、線路、ストラクチャー・アクセサリー、制御機器などを製造する。日本国内向け製品だけでなく外国向け製品も製造し、輸出比率は事業の3割を占める。
日本向け製品は子会社の株式会社カトーを、アメリカ向け製品は、現地法人KATO USA (KATO U.S.A.,Inc.) を通して発売される。ヨーロッパ向け製品は、現地メーカーからの受注生産という形態で製造を担当している。日本では「カトー」と呼称されるが、アメリカでは「ケイトゥ」と呼称されることが多い。
主な生産国は日本で、埼玉県鶴ヶ島市と坂戸市に2工場を稼動させている。内製化率が高く創業時から自社開発と自社製造に対するこだわりが強い。
2004年、加藤祐治は経営から退き、息子の加藤浩を中心とする経営体制となった。2007年9月現在の執行役員は、創業者の加藤家と国竹家で占められており同族経営となっている。
同社の製品は模型専門店のほかに模型の取り扱いがある家電量販店や玩具店などでも販売されている。系列会社である株式会社ホビーセンターカトーが東京（本社ビル内）と京都（京都府下京区、京都駅構内）にて直営ショップを開設しているほか、ホビーセンターカトーによりインターネット通信販売も行われている。
なお、埼玉工場の敷地内には、国鉄EF65形電気機関車（536号機）の先頭部カットボディが展示されており、この16番モデルがホビーセンターカトーで発売されている（2013年12月現在）。その後、鉄コン2020東京大会オンライン開催記念として製品化されている。

## 沿革

### 創業からNゲージ製造開始まで
加藤祐治は1949年に交通博物館で開催された鉄道模型コンクールにおいてHOゲージの車両が入賞したことがきっかけとなり実家の加藤金属（世田谷）から独立し1957年8月、東京都文京区関口水道町に鉄道模型用金属部品工場を興し、この地にちなんで関水金属彫工舎と名づけた。当初はドロップフォージングにてHOゲージの台車枠などの部品を他社向け（アトラス工業、天賞堂、カワイモデル、カツミ模型店、つぼみ堂模型店、アカネ、トビー）にOEM生産していた。
加藤は1960年代初頭、普及型鉄道模型の量産を計画し、小型鉄道模型の構想・開発に着手した。当初TTゲージ（1/110・12mmゲージで制作）のC50形蒸気機関車を試作したが『鉄道模型趣味（TMS）』主筆・山崎喜陽のアドバイスで、1964年に9mm軌間であるNゲージ完成品分野への進出を正式に発表し、翌1965年に射出成形によるプラスチック製の国産初の本格的Nゲージ製品としてC50形蒸気機関車とオハ31形客車が発売された。当時は、小型模型に適したモーターやネジ等の部品がなく、工作機械も未整備だった黎明期に独自の設備と技術の自助努力によって模型を作り上げた。

### 年譜[6]
- 1950年（昭和25年）- 加藤祐治が加藤金属で16番ゲージ向けの「ピボット軸受け台車」を生産販売。
- 1957年（昭和32年）8月 - 加藤金属から独立し有限会社関水金属彫工舎を創業。
- 1963年（昭和38年）- 9mmゲージ（Nゲージ）鉄道模型のスケールモデルの開発を開始。
- 1965年（昭和40年）- 国産初のNゲージ製品 C50形蒸気機関車・オハ31形客車発売。1965年に制定された社章

1965年に制定された社章

- 1966年（昭和41年）- 103系電車、固定式線路発売。
- 1967年（昭和42年）3月 - 有限会社関水金属に改称。
- 1968年（昭和43年）- ニュルンベルクにてNゲージカプラー規格の国際統一を図る。「ALCO PA-1」発売。
- 1969年（昭和44年）- 自社製品のカプラー（連結器）をNMRAタイプ (X2F) からアーノルトカプラー（ラピードカプラー） に変更。
- 1970年（昭和45年）- 米国・Con-Cor社向けにハドソン型蒸気機関車、ペンシルバニア鉄道塗装のキハ20やEF70を輸出。
- 1971年（昭和46年）- C62形蒸気機関車発売。
- 1973年（昭和48年）- D51形蒸気機関車発売。
- 1974年（昭和49年）- 新宿区高田馬場1丁目の明治通り沿いにショールームを開設。
- 1975年（昭和50年）- KATO Nゲージ 10周年。画期的な構造を持つ「キハ82系気動車」発売。
- 1977年（昭和52年）7月 - 株式会社関水金属に改組。
- 1980年（昭和55年）- 営業部門を分社化し、株式会社カトーを設立。「ユニトラック」発売。
- 1981年（昭和56年）- 埼玉工場（埼玉県鶴ヶ島市）の操業を開始。
- 1983年（昭和58年）- 初となるヨーロッパ形車両「TGV」発売。
- 1985年（昭和60年）- KATO Nゲージ 20周年。記念製品「C50特別セット」発売。
- 1986年（昭和61年）- HOゲージ・16番ゲージ (車両・線路) に進出する。日本型第一作はTR23台車[7]。ショールームを西落合に移転し、ホビーセンターカトーとして開業。米国法人KATO USA操業開始。
- 1987年（昭和62年）- KATOの新ブランドマークを制定[注 2]。ただし単品ケースや床板などは引き続き社章が使われている。
- 1989年（平成元年）- フライホイール搭載のNゲージ「EF81形電気機関車」「ユニトラック」がグッドデザイン賞を受賞。
- 1995年（平成7年）- KATO Nゲージ 30周年。記念製品「あさかぜ」発売。
- 1996年（平成8年）- 振り子機構を搭載した「E351系」発売。
- 1997年（平成9年）- 鶴ヶ島に新金型工場（埼玉工場）が竣工。
- 1999年（平成11年）8月20日 - ホームページを開設[8]。
- 2003年（平成15年）- 埼京線にてKATO TRAINを運行。
- 2005年（平成17年）
  - KATO Nゲージ 40周年[9]。記念製品「EF58 試験塗装機 4両セット」発売[10]。
  - 6月 - 構造を大幅に刷新した「キハ82系気動車（2代目）」を発売。
  - 12月7日 - オンラインショップを開設[11]。
- 2007年（平成19年）
  - 関水金属 創立50周年[12]。
  - 11月 -『KATO Nゲージ アーカイブス -鉄道模型3000両の世界-』発刊[13]。
- 2008年（平成20年）- 「オリエントエクスプレス’88」発売。
- 2009年（平成21年）- 路面電車用レールシステム「ユニトラム」発売。
- 2011年（平成23年）- 1966年に発売した103系の事実上の復刻版・「KOKUDENシリーズ」発売。
- 2013年（平成25年）- 蒸気機関車向けに開発された専用コアレスモーターを搭載した「D51 498」、KATO初の国内向け外国車両として「アルプスの氷河特急」を発売。
- 2014年（平成26年）2月 - 本社新社屋完成。「サウンドボックス」を発売。
- 2015年（平成27年）- KATO Nゲージ 50周年。
- 2016年（平成28年）
  - 4月 - 50周年記念製品のC50（3代目）発売。
  - 11月21日 - 創設者 加藤祐治が死去。享年88[14]。
  - 12月 -『KATO Nゲージ生誕50周年 記念誌』発刊[15]
- 2022年（令和4年）
  - 2月 - 2019年に包括協定を締結した鶴ヶ島市と今後のまちづくりに向けた地域の活性化と市民サービスの向上のため、新工場一帯[16]に隣接する鶴ヶ丘児童公園と一体化させた地域の新たな拠点として「Nゲージとガーデンパーク（仮称）」を2024年5月のオープン予定[17][18]と発表。
  - 6月 - 新動力車機構である、スロットレスモーターを搭載した「683系4000番台」を発売。
- 2023年（令和5年）
  - 5月30日 - 世界最大の蒸気機関車「ユニオン・パシフィック鉄道4000形蒸気機関車（BigBoy）」が発売[19]。
  - 12月12日 - 台湾鉄路管理局と共同連携協定を締結。「EMU3000」の製品化を発表。
- 2024年（令和6年）6月9日 - KATO Railway Park（Nゲージとガーデンパークから改称）が開業[20]。
- 2025年（令和7年）7月 - KATO Nゲージ 60周年。記念製品「<LOCAL-SEN>キハ20」を発売予定[21]。

## 製品
Nゲージ・HOゲージの車両、線路、ストラクチャー・アクセサリー、制御機器などを展開している。
製品はほとんどが射出成形によるプラスチック製であるが、動力機構や通電部分などには一部金属製部品を使用している。
国内向け製品番号の凡例は下記の通り。特記ない限りはNゲージ規格品。
- 10-000…車両セット・スターターセット
- 2000…蒸気機関車単品
- 3000…電気機関車単品
- 4000…電車単品
- 5000…客車単品
- 6000…気動車単品
- 7000…ディーゼル機関車単品
- 8000…貨車単品
- 10-000-0…ポケットライン
- 10-900…ホビーセンターカトー（ROUND HOUSE）車両セット
- 11-000…車両アクセサリー
- 12-000…旅するNゲージ
- 14-000-0…路面電車
- 20-000…ユニトラック・ユニトラム
- 21-000…固定式線路等
- 22-000…制御機器・サウンドボックス・サウンドカード
- 23-000…ストラクチャー
- 24-000…レイアウト・ジオラマ用品
- 25-000…印刷物
- 40-000…ユニトラム路面軌道
- 51-000…OO-9
- 1-000…HOゲージ車両単品
- 2-000…HOゲージユニトラック
- 3-000…HOゲージ車両セット・スターターセット
- 5-000…HOゲージストラクチャー
- 6-000…HOゲージ人形・フィギュア
- 7-000…HOゲージ車両アクセサリー

### 車両
最も開発に力を注いでいる分野である。基本的にすべて自社で設計し、精密金型加工技術などが駆使され、射出成形から塗装印刷・組立て・出荷まで自社で一貫して行う。1980年代後半より、まだ普及途上であったCAD/CAMをいち早く導入し、高品質の製品を供給してきた。1990年代以降の設計の製品については、「フライホイール」・「KATOカプラー」・「サスペンション機構」・「DCCフレンドリー」・「振り子機構」など独自開発の新基軸（後述の特殊な装備を参照）を積極的に導入している。
販売形態は、クリアケース入りの1両単品販売と、実編成を再現するのに必要な車両を複数両ブックケースに纏めたセット販売の2形態がある。
かつては塗装済みキット形態の製品（Nゲージ京急800形など）や、未塗装の製品（HOゲージ国鉄キハ65形気動車など）も存在したが、現在はほとんどが塗装済み完成品での販売に統一されている。屋根上機器を中心にユーザー取付けのパーツが多く、方向幕などのシール類も選択式となっていたが、2000年代後半からは、すべての部品が取り付け済みかつ行先表示も印刷済みで、購入後すぐに運転が可能な製品を増やしている。車番・表記等が印刷済みのもの、ブロック式の選択ナンバープレートを購入者が取り付けるものなどがある。
また製品発売と同時期に製品内の車両を構成する部品をそれぞれ補修用として「Assyパーツ」の名称で販売している。ただし、近年は共通部品を除いて予約方式の受注生産に変更されている。

#### 日本形車両

##### Nゲージ
日本形Nゲージは、加藤祐治が小型鉄道模型の参入を企画した際に、『鉄道模型趣味（TMS）』主筆・山崎喜陽のアドバイスによって、縮尺1/150・軌間9mmとした。1965年に完成品第一号となるC50形蒸気機関車とオハ31系客車を発売して以後、新製品と再生産を織り交ぜながら展開してきた。カタログモデルだけでも国鉄時代から現在のJRまでの多岐に渡る製品群を持つ。ただし、私鉄の車両は同業他社と比べると少ない。JR貨物の新型電気機関車については、量産化に至らなかったEF500形、ED500形を除き網羅している。バブル期には近鉄21000系電車やJR東日本651系電車、北斗星、フラノエクスプレス、JR東海キハ85系気動車、JR東日本253系電車等の特急形を中心に一部製品へあらかじめ電球タイプの室内灯を組み込んで販売していた。なお、これらの車両のリニューアル発売品は既製品の室内灯ではなく、キハ85系用または651系用のLED室内灯装着になる。2024年現在は特殊な構造であるJR東日本251系電車、小田急10000形電車のみ室内灯取り付け済み製品となっている。TRAIN SUITE 四季島・TWILIGHT EXPRESS 瑞風・ななつ星in九州や首都圏通勤形車両の2階建てグリーン車などは室内灯はついていないもののプリズムが特殊構造であることから、あらかじめプリズムのみ装着されている。E26系・285系・651系・キハ85系については専用の室内灯を別売りしている。国鉄車よりもJR車を積極的に発売している。北斗星を例に取ると、機関車はほぼ全車種発売されているが、客車は登場時の北海道編成と晩年の混成編成しか出ておらず、TOMIXは夢空間やエルムをも含めてオハネフ24-500、カニ24-511と言った特定車番も含めて、ほぼ全車種を網羅している。国鉄485系電車も国鉄色と東武線直通車しか出ておらず、地域色はほぼ未発売。
日本形Nゲージの蒸気機関車モデルには、日本型Nゲージの基準となる縮尺1/150を少しオーバーする縮尺1/140ほどの製品が多い。これは、かつて蒸気機関車本体に内装できる小型モーターが存在せず、キャブ（運転室）内にモータ-を納めるためだったが、これに合わせる形で他の機関車や貨車製品もオーバースケールとなっていた。2007年にリニューアルしたC62形蒸気機関車以降、縮尺1/150の蒸気機関車として発売している。
なお、鉄道省・国鉄時代の電車・気動車・客車をモデルとした製品では、所属標記が「関スイ」という社名に因んだ架空のものになっているものがあるが、セット製品など（リニューアル品も含めて）配置区所や運用線区が明らかにされているものには実際の所属標記が印刷される。
車両ケースは、1両単品用の「クリアケース」(大中小)と、複数の車両を収納可能な「ブックケース」に大きく分けられる。単品用のクリアケースは無色透明のプラスチック製で、車両の形に合わせた中敷が入れられている。下端部には積み重ね可能なリブがついており、大型機関車（EH500形・EH200形など）用や2軸貨車用など一部を除きサイズを統一している。ケースの上蓋には2023年10月生産分より社章が刻印されている（それ以前は青色または赤色の社章が印刷されていた）。ブックケースはウレタン製の中敷が入れられており、保護用のスリーブに収納する。車両の収納数に応じて大小のサイズに分かれており、収納可能両数が小サイズ3･4･5両、大サイズ5･6･7･8･9･10･12･14両と合わせて数種類ある（このうち12・14両用はは貨車用）。ブックケース単体の販売では、クリアケースを7つ収納可能な製品もある。上記のうち3･5･6･9･14両用は単体での販売はない。また、新幹線車両は対応してないので、サードパーティ製または中古品になる。
この他、2･4両セット用として紙箱に発泡スチロール製のケースが入れられているものが存在する。

##### HOゲージ
製品にはHOゲージと表記されているが、規格としては縮尺1/80・軌間16.5mmの日本型16番ゲージ規格を採用している。国鉄時代の電車や、機関車、貨車などを出しているが、同業他社と比べると車種は少ない。私鉄の車両は近鉄アーバンライナーのみである。車種は少ないものの、D51蒸気機関車のようにシリンダー前後の構造を従来の他社16番ゲージ製品とは変更し急曲線に対応させるといった点に同社のこだわりと技術を垣間見ることができる。
車両ケースは、単品販売・セット販売のものは紙製で、ケース内に車両の形に合わせた発泡スチロール製の中敷きが入れられている。複数の車両が収納可能なケースはアタッシュケースタイプで、3両まで収納可能なプラスチック製である。中敷きはついておらず、紙製ケース内の発泡スチロール製中敷きをそのまま入れる。

#### 外国形車両（輸出向け車両）

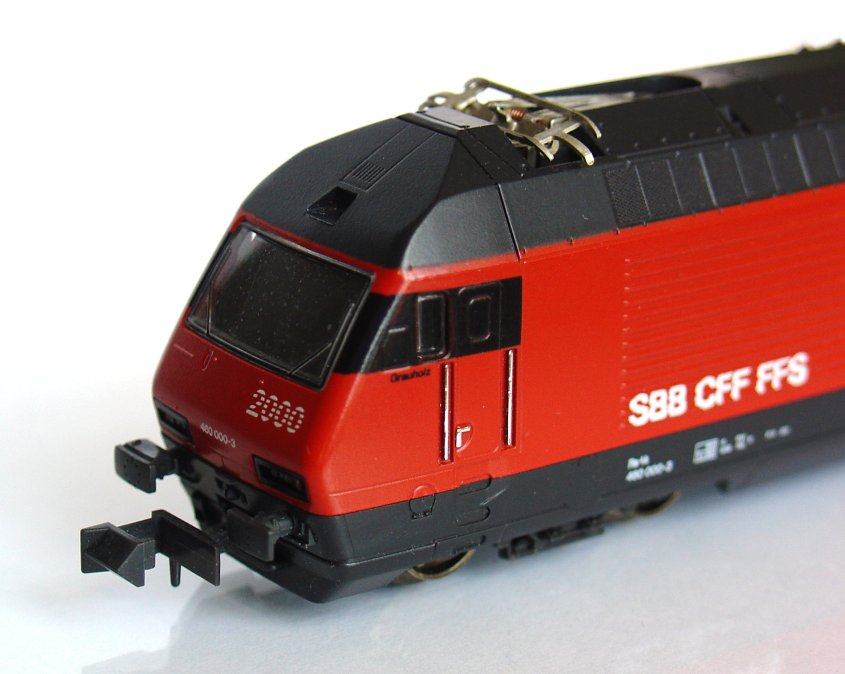
スイス国鉄Re460形電気機関車

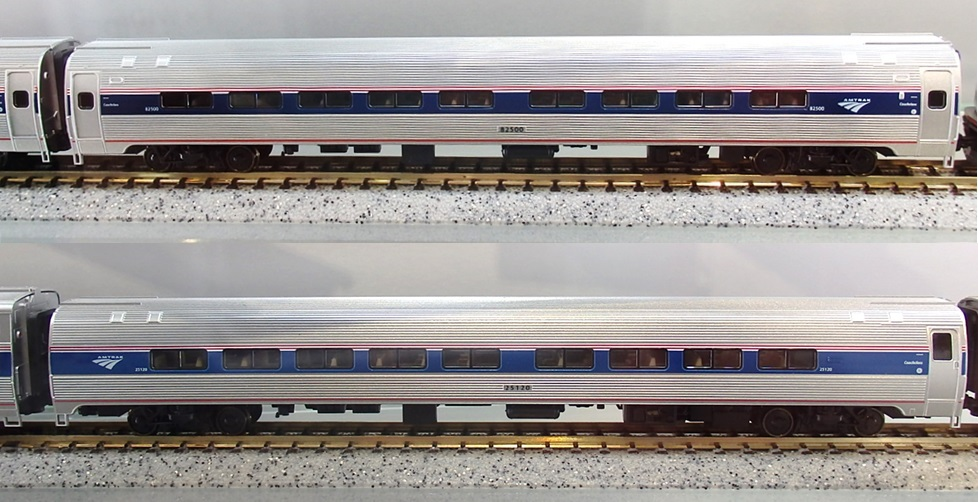
アムトラック アムフリート客車
上：アムフリートI、下：アムフリートII

欧米向けにHOゲージやNゲージを輸出している。かつてKATOはNゲージ開発販売当初の1960年代後半からイタリアのリバロッシ、アメリカのアトラス、Con-Corと提携して、ハドソン型蒸気機関車やログカー（運材車）やカブースなどのアメリカ向け製品を生産していた。また、Con-Cor社にペンシルバニア鉄道塗装のキハ20系気動車やEF70形電気機関車を輸出していた。技術の向上・確立により、国外でも評価が高く、多数の鉄道模型会社がひしめくヨーロッパにおいても他社に引けをとることなくTGVやタリス等において高い評価を得ている。アメリカにおいては特に旅客車やその牽引機の製品化に積極的であり、現代のアムトラックや往年の各社の看板列車を製品化している。貨物車についてもコール・ポーター（石炭車）やダブルスタックトレインなど編成物のセット販売が主体である。ユニオン・パシフィック鉄道の機関車側面に見られる星条旗など、細かな印刷表現を売りとしている。人気のある車種においては再発売までの周期が長い場合、プレミアが付いて小売価格よりも高価格で取引される場合もある。ドイツ鉄道のET425近郊形電車で用いられた連接構造（→小田急ロマンスカーNSE車）、アムトラックのアムフリート用パイオニアIII台車（→東急7000系電車 (初代)）のように、外国型で培われた新技術が日本型製品にフィードバックされることもある。

#### 特製品
通常製品のほかにNゲージにおいて以下の特殊な製品群が存在する。

##### 特別企画品・ホビーセンターカトー製品
通常製品に対し特別塗装やラッピングなど実車に合わせた色変えを行ったもので、金型は通常製品のものを流用することから「○○タイプ」として発売されるものが多い。特別企画品として販売された製品であっても後に通常品として再生産された製品もある。なお、通常製品との共通部品を除いてAssyパーツ（工場組立用部品）の販売はない。
近年は「ホビーセンターカトー製品」（旧ROUND HOUSE）の名で販売されるが、その際には車両ケースを赤色単色として販売することが多い。これも再生産される場合があるがAssyパーツの販売はない。
長らく「限定品」の製品はなかったが、2012年4月に「E2系東北新幹線はやて全線復旧1番列車」と題し、2011年4月29日東京駅6時40分発「はやて115号」に充当されたE2系1000番台J59編成（先頭車両に貼付された復興推進キャンペーンのステッカーも再現）が「限定品」として製品化され、売上の一部が日本赤十字社を通じて東日本大震災の被災地に寄付された。

##### レジェンドコレクション
2005年から鉄道史を語る上でのエポックメイキング的な昭和時代の名列車を中心に、「レジェンドコレクション」を展開している。通常の製品と異なり、緑色単色のスリーブの代わりにイラスト入りの化粧箱に入れられた状態で販売される。特別企画品扱いであり、原則として再生産されず（後に同一形式を仕様を違えたうえで一般商品として販売することはある）Assyパーツの設定もない。
2005年から2017年までに7形式がラインナップされている。

##### ベストセレクション
「はじめませんか、鉄道模型」のキャッチフレーズを掲げ、鉄道模型の入門者向けとして身近で親しみやすい全国の人気車両を中心に設定し、紙箱の吊り下げパッケージに手頃な3･4両セットをまとめ継続的に販売している。
別売りの増結セットを購入することによって、実車通りのフル編成を楽しむこともできる。
KATO USAでも"Starter Series"として同様のパッケージにて商品展開をしているが、こちらは継続的な再生産を前提としない各年ごとのクリスマス列車が含まれるなどベストセレクションとは異なる点もある。

##### Kobo Customs
KATO USA（アメリカ市場）向け製品として、一般流通品と異なる塗装や仕様の車輌をカスタム商品として少量販売する。過去に発売された製品としてはM-497（DCCサウンド付き）、カルトレイン客車などがある。詳細はオンラインストアを参照。

##### ポケットライン
小型の動力を使用した、2軸の小さな車両を題材としたシリーズ。ヨーロッパ風の蒸気機関車列車をモチーフとした「チビロコ」・「チビ客車」、2連の軽快電車風路面電車の「チビ電」、産業用を思わせるデザインの凸型電気機関車「チビ凸」、無蓋貨車「チビ貨車」がラインナップされている。動力ユニットの分売もされており、バンダイのBトレインショーティーシリーズ企画時にはKATOの協力を得られたことによりこの動力に合わせて全長約60mmに決定し、交換用Nゲージ化パーツとして指定された。一連のシリーズ製品の発売は1982・83年と古いが、2010年以降リニューアルされ、新たな塗装、スタイルとなって商品展開されている。
2011年12月のポポンデッタ限定製品「SLコーヒー列車セット」や2018年のレムケ・カトー限定製品「ÖBB BR 88」などの特定機を再現した製品（いわゆる“タイプ”）も製造した。
2019年10月にはコアレスモーターの動力にリニューアルされた。

##### 路線シリーズ
- 飯田線シリーズ
  - 国鉄時代の飯田線を走った列車をほぼ完全に網羅したシリーズ（臨時等で乗り入れた車両を除く）。旧型国電、流電52系電車、電気機関車ED19形、急行形電車165系、世代交代期の119系、現代の313系1700番台と多岐にわたる。
- 碓氷峠シリーズ
  - 1997年9月30日をもって廃止された碓氷峠を行き交った列車たちのシリーズ。2017年9月に始動した。ただしEF63形電気機関車と他車種を連結するにはKATOカプラーへの交換が必要で、大半の車種が先陣を切ったTOMIXと競合している。また旧製品（台車マウントタイプ）の189系や485系は先頭車がダミー連結器なので協調運転は出来ない。185系や165系は台車交換で対応可能だが、台車連結機はフックなしのKATOカプラーには対応してないので機関車はフック付きのKATOカプラーに交換する必要がある。

##### 西武レオコンテナ貨車
1982年に当時は珍しい西武百貨店とコラボ商品で、西武系列の鉄道模型取扱店舗やイベント催事で発売されていた。西武ライオンズのロゴと獅子が交互にプリントされていた積替不可のコンテナ貨車。車番は既製品と同じで、コキフのコンテナは白・緑の2色で、コキは白・緑・青の3色あった。西武E851形電気機関車とのセットのほか、ベーシックセットや単品発売もされていた。

##### オリエントエクスプレス’88
2008年12月に来日20周年を記念して「オリエント・エクスプレス '88」を発売。専用マーク付きのD51 498も発売された。2014年には、パリから香港までを走行した時の仕様が発売された。これは、日本走行時とは仕様が異なるため金型も変えている。同時に、箱根ラリック美術館に保存されているプルマンカー・4158号車も単品で発売された。
2018年2月2日には、来日30周年を記念して再生産が発表された。

##### OO-9
2018年9月、英国のPECO社と提携してフェスティニオグ鉄道「スモールイングランド (プリンセス/プリンス)」の製品化を発表した。KATOでは初めてのOO-9（1/76スケールのナローゲージ規格・軌間9mm）である。
2019年7月には、フェスティニオグ鉄道「ダブルフェアリー (リビングストン・トンプソン)」の製品化を発表した。

##### STEAMで深まるシリーズ
2021年10月より発売開始した、鉄道模型・ジオラマづくりにSTEAM教育の手法を取り入れたシリーズ。ナローゲージの「ディーゼル機関車キット」はチビ凸用動力を使ったペーパーキットで、自社保有の酒井工作所製7t内燃機関車（愛称:BILLY）をモデル機としている。「箱トロ 真ちゅうはんだ付けキット」はカツミと提携した真鍮キットで、ワ12000の下回りの他に、カツミ製のベークブロック・ベーク板、白光製のはんだごて・はんだ・フラックスが付属している。一方、Nゲージの「赤い電車キット」及び「高圧鉄塔キット」は既製品の流用である。
「ジオラマくん」は初心者向けのジオラマキットで、はがきサイズ（14.5×9 cm）のモジュールレイアウトを製作できる。「ミニジオラマベース」とレールのみの販売もされている。2021年の鉄道模型コンテストより、これらジオラマベースを規格としたイベント「ミニジオラマサーカス」が新設された。

##### 旅するNゲージ
メジャーな新幹線や特急形車両の顔である先頭車を、土産や旅行の記念品として手軽に扱えるディスプレイモデルという位置付けで、2024年5月から発売している。

### 特殊な装備
新機構の開発にも意欲的で、付加価値の高い装備を施している。国内製品はもとより海外製品とも同業他社との差別化を図っている。特許を取得しているものも多数存在する。

#### カプラー（連結器）
- KATOカプラーフック付き（Nゲージ・HOゲージ）

従来のNゲージに標準装備されていたアーノルトカプラーが、実物の連結器と比較して実感的でなかったため独自に開発されたものである。アーノルトカプラー搭載車両と比較して、KATOカプラー搭載車両は連結面間隔が狭く実感的である。自動連結器形のもの（KATOカプラーN・KATOナックルカプラー・KATOカプラー密自連形）や密着連結器形のもの（KATOカプラー密連形・KATOカプラー密連形 新・#2）など様々なタイプを開発している。
このうち車体に取り付ける構造（車体マウント）のものは、より狭く実感的な連結面間が再現できるほか、従来は台車に直接カプラーが取り付けられていたため表現できなかった車端部の床下機器類が表現可能となった。
HOゲージでも同様の構造のカプラーが採用されている。
色は黒・濃灰・青灰・灰・白。
- KATOカプラー密連形 新･#2フック無し（Nゲージ）

旧型国電用の“新”と新性能電車以降用の“#2”の2種類がある。従来品であるKATOカプラー密連形と比較して、電気連結器を模したフックが無いことでTOMIXのTNカプラーに近い形状をしている。そのため従来品とは連結不可である。西武40000系電車より採用されたのち、先頭・中間を問わず、数多くの電車に採用されている。なお、電連の再現が必要な車両にはセットに別パーツが付属している。
色は黒・青灰・灰。
- ショートカプラー（Nゲージ）

スイスの氷河特急「グレッシャーエクスプレス」用のカプラー。KATOカプラー密連形のようにフックを用いて連結するがフックが上下逆になってる。
色は濃灰。
- KATOナックルカプラー（Nゲージ）

上記KATOカプラーの自動連結器のものは、前述の通りアーノルドカプラーより実感的ではあるものの実物の形状には及ばず、また車両を突き当てた際の自動連結は出来るものの、関水金属が代理店として取り扱っていたマイクロトレインズ社のマグネマティックカプラー（ケーディーカプラー）のように線路に埋め込んだ磁石を用いた自動開放が出来なかった。そこで、新規に開発されたものがナックルカプラーで、実物の自動連結器に似た外観に自動連結・開放機能が備えられ（自動開放のためのトリップピンは別添であり必要に応じて装着する）、外国向け製品から順次採用を開始した。後に自動開放に必要なトリップピンを装着するための開口部を省いた物を日本国内製品向けに使用開始、現在はKATOカプラーに変わる標準カプラーとして機関車などに採用している。KATOカプラーNやマグネマティックカプラーとも連結可。
色は黒・濃灰・灰。
- かもめナックル（黒）・カシオペアナックル（濃灰）（Nゲージ）

客車や機関車などに取り付けるナックルカプラー。名称は単に色違いである。
台車マウントにも対応しており、カプラーポケットはストッパーで抑えるタイプである。
- ビジネスカーナックルカプラー（Nゲージ）

2022年9月に発売。センタリングバネを用いており、カットすれば蒸気機関車や展望車のダミー連結器と交換可能な仕様。
- KATOカプラー密自連形（Nゲージ）

従来のKATOカプラー自連形やナックルカプラーとは異なり自動連結・自動開放は不可能なものの、極めて実物の密着自動連結器に似た外観・大きさを実現したもの。台車ではなく車体に取り付ける構造で、KATOカプラー自連形やナックルカプラーなどとは連結不可であるが、それらを必要としない固定編成の客車や特急形気動車の中間連結面などに採用される。密連形と同様、より狭く実感的な連結面を実現できる。他種類のカプラーを搭載した車両と連結する場合は、連結器自体を付属品もしくは別売りのパーツを購入し、上記のナックルカプラーもしくはアーノルトカプラーに交換する必要がある。ヒゲ付とヒゲ無しがある。
- オープンノーズカプラー（Nゲージ・HOゲージ）

新幹線車両の先頭部連結器の構造を再現した連結機構。ただし操作は線路上で行うことはできない。E5系・E6系では採用されず、TOMIXと同様に先頭部分が外れるタイプとなっている。TOMIXとは異なり、灯火類のスイッチとは連動しない。
- ダイヤフラムカプラー（Nゲージ）

新幹線車両（0系・200系・下記の「KATOダイヤフラムカプラー」採用車両は除く）の中間連結部に採用されている。貫通幌自体に連結機能が備わっている。
- KATOダイヤフラムカプラー（Nゲージ）

E3系の中間連結部に採用されている。構造としては、在来線用のKATOカプラーと幌枠が一体化したものである（ただし、実際の新幹線用密着連結器と同様に穴が丸くなっている）。E5系・E6系以降に新規発売された製品に採用されたものは、ばねを内蔵することによって中央部に戻る機構が備わっている。E3系以降に新規発売される新幹線車両はすべてKATOダイヤフラムカプラーが装備されており、取り扱いに難があった全周幌カプラーに代わってN700Aでも採用されている。

#### 走行機構

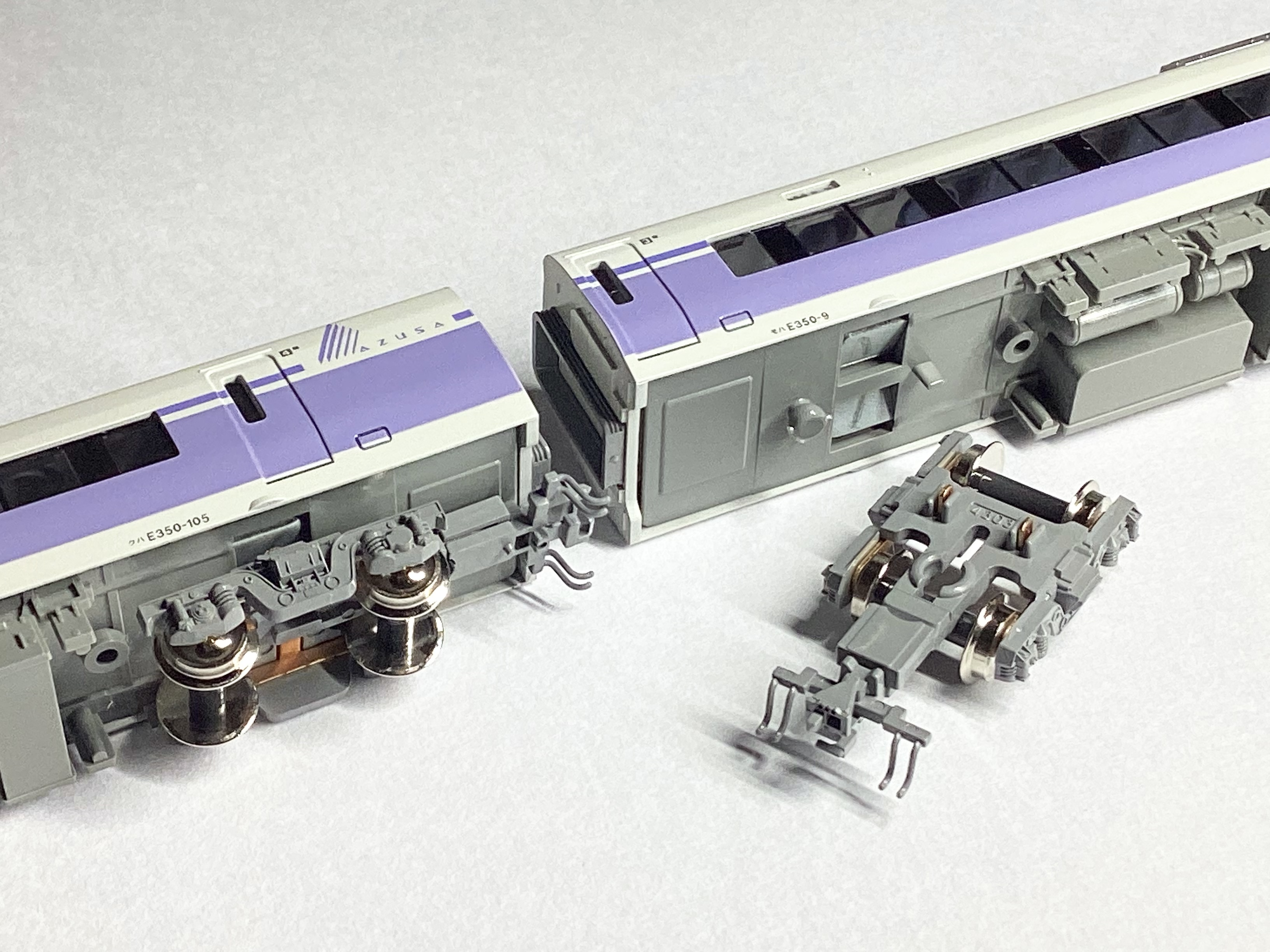
E351系「振り子機構」

- 振り子機構・車体傾斜機構（Nゲージ・HOゲージ）

1996年発売のE351系電車から採用した、曲線上で車体を強制的に内側に傾ける機構で、フライシュマン製品とは方式が異なる。実車通り車種により「振り子機構（E351系・383系など）」と「車体傾斜機構（N700系・E5系など）」の呼び名が使い分けられている。
傾斜方法や構造は車種によって異なる。
- サスペンション機構（Nゲージ）

集電用の金属板を板バネとして使用し、台車や車軸に加重を加えることで車輪踏面を線路に押さえつけ走行安定性を高め、脱線や逸走を防止し線路と車輪の接点を保持して安定した集電を行う機構。近年の新製品では機関車・電車・客車・気動車・貨車など車種を問わず標準的に装備している。
- フライホイール（HOゲージ・Nゲージ）

フライホイールによってモーター回転軸の慣性を保存し、動力車に無通電区間の踏破性能を与え安定した推進力を与える機構（ウォームギアを使用している関係上、惰行は効かない）。走行に安定性が増すほか、より滑らかなスロー走行が実現する。1989年より導入し、2004年に生産休止品を除くすべての電気機関車とディーゼル機関車で装備を完了した。2005年から、2022年に後継のスロットレスモーターが開発されるまで 電車と気動車でも標準装備が進められた。なお、2005年以前に製品化されたものに関してはGM-3モーターまたはGM-5モーターを採用している。
- コロ軸機構（HOゲージ）

車軸端の軸受け部分が走行中に実物と同じく回転する機構。
- スロットレスモーター（Nゲージ）

モーター作動時にコイルと永久磁石との間に生じるコギング（スロット）を低減させることでフライホイール以上に滑らかなスロー走行を実現させた新たな動力機構。2022年6月発売の683系4000番台より採用され、以降に発売される新製品および再生産品へ標準装備されている。
固定子にネオジム磁石を使用しており、その高磁力ゆえにTOMIX製の線路ポイントを通過する際に誘導障害を引き起こすことから、対策用の増磁シートや車載用の減磁板が販売されている。
- ローフランジ車輪（Nゲージ）

走行用模型として過大になりがちな車輪のフランジを従来の車輪より低くし、また車輪の厚さを薄くして形状を実感的にしたもの。基本的には黒ニッケルメッキによる「黒染め車輪」となっている。なお、この車輪を用いた車両は線路状態や重量によっては従来の車輪を装着した車両よりも脱線しやすかったため、新規生産分については下記の車輪に変更された。ただし、DE10など構造上高いフランジの車輪が使用できない車種では、ローフランジ車輪やそれと同等な低いフランジの車輪が引き続き使用されている。
- 薄型車輪（Nゲージ）

上記のローフランジ車輪の代替として導入したもので、ローフランジ車輪のフランジを少し高くして走行安定性を改善した。現在生産されている車両はこの車輪が標準として用いられる。基本的には黒ニッケルメッキによる「黒染め車輪」となっている。

#### 外観の追求
- 運転台シースルー（Nゲージ）

ライトユニットにチップ型LEDを採用し小型化を実現。床板内収納式とし運転台と客室部分との仕切りを再現した。国鉄101系から採用され、以降は標準装備となっている。
- トレインマーク変換装置（Nゲージ）

ライトユニットの周りの円筒形状の台座に、3 - 5種類のトレインマークを印刷したフィルムを取り付けている。トレインマークは枠を回転させることにより変換可能。一部の国鉄型特急車に装備されている。国鉄117系電車やJR北海道283系気動車やJR四国2000系気動車・JR東日本E257系電車・小田急ロマンスカーなど、ヘッドマーク付でも普通列車やJR車や私鉄車両には採用されていない。
- クイックヘッドマーク（Nゲージ）

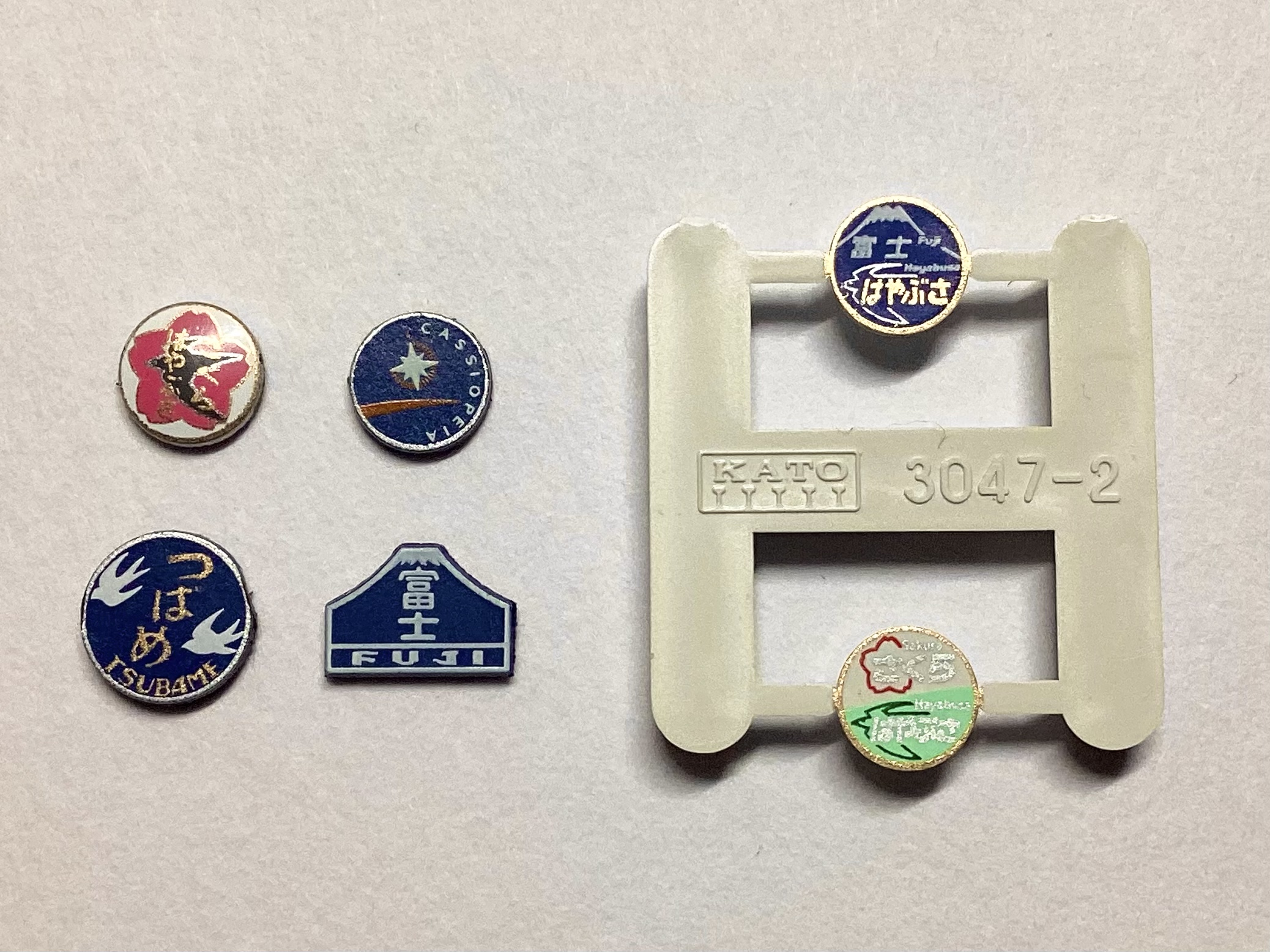
ヘッドマーク各種

機関車先頭部のカプラーポケット上部に磁石を仕込み、磁性体を入れて成形したヘッドマークを容易に脱着できるようにしたもの。ディーゼル機関車や貨物機は対応していないが、EF510やEF65などのように旅客機との共通形式は別売のマグネットを埋め込むことで可能。

### 線路
吊り下げ式のブリスターパックや、紙製ケース入りで販売される。9mmゲージ参入当初は固定式線路 (道床なし・組み立て式線路) のみを展開していたが、後に道床つき・組み立て式のユニトラックを発売した。道床なし・フレキシブル線路も含め、固定式線路は2010年現在でも発売されている。
- 初代Nゲージ用リレーラー（2544）は、かつて9mmゲージ鉄道模型への参入を計画していたソニーマイクロトレーンのもので、計画が中止された際に金型を譲り受け、1980年代の後継品（24-000/ジョイナーはずし付）の発売まで自社製品として販売していた。

#### ユニトラック（UNITRACK）

ユニトラック・ブランドロゴ

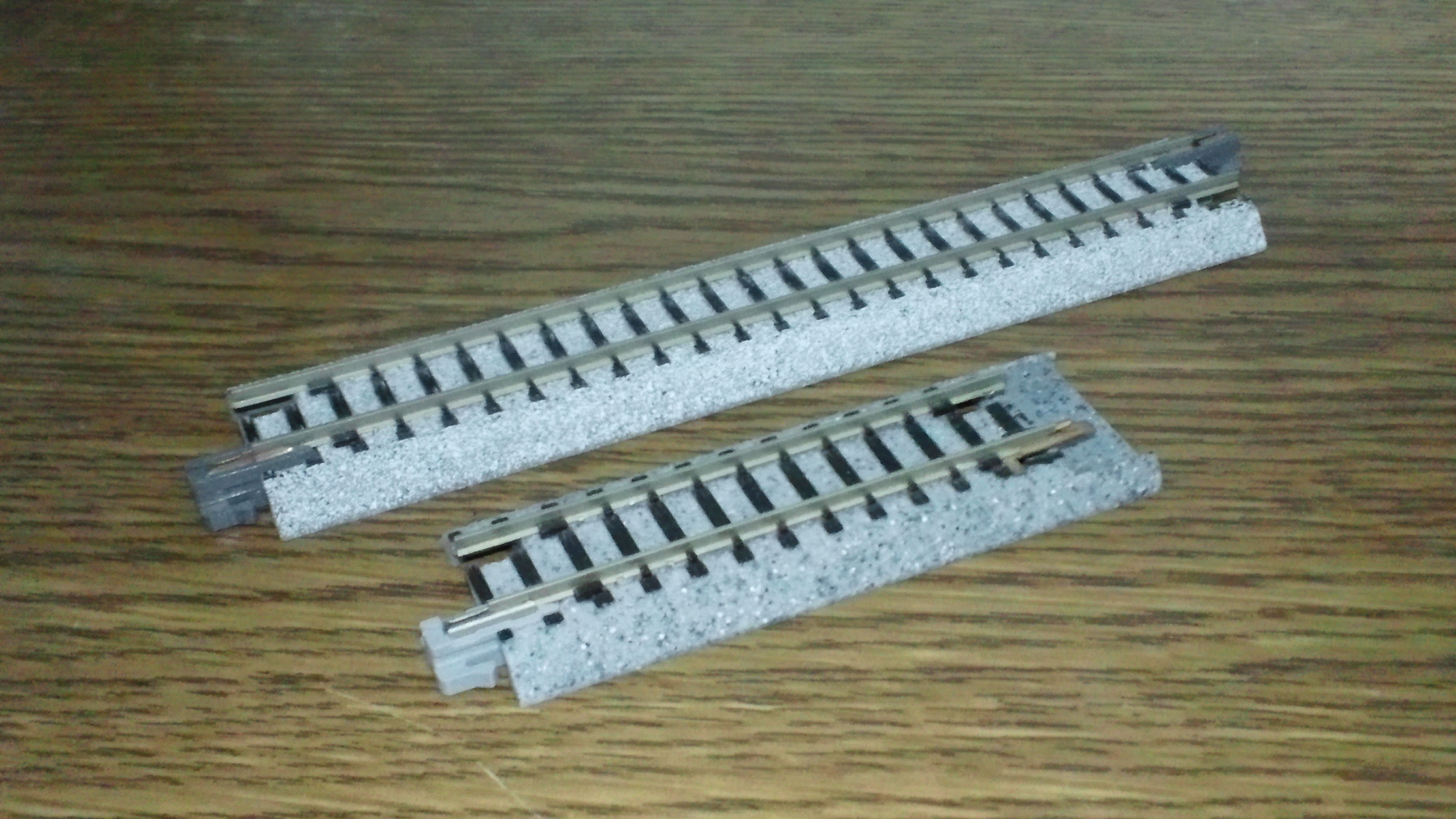
ユニトラック。手前はジョイント線路

ユニトラックはプラスチック製の道床つき・組み立て式線路製品の総称で、直線、曲線、ポイントなどの各種線路が用意されている。単品販売やセット販売以外に、車両と制御機器が加えられたスタートセットにも含まれる。
1980年にNゲージ用が発売され、当時の道床は薄茶色の成型色であった。1987年に枕木に彩色が施された明灰色塗装の道床に変更され、89年にはグッドデザイン賞を受賞した。
HOゲージ用は1986年に発売されたが、枕木と道床部分が別パーツであったため、重い車両を走らせると線路全体がたわんでしまうことがあった。後年、Nゲージ用と同様に枕木と道床部分が一体成型となり、強度が増したため問題は解消された。Nゲージ用の線路には、道床無しの自社の固定式線路や他社規格の線路を接続するためのジョイント線路を発売している。

##### 基準
Nゲージは直線248mmが、HOゲージは直線246mmが基準の長さとなっている。複線とする場合の間隔はNゲージでは33mm、HOゲージでは60mmである。Nゲージのみ複線レールを発売している。
- スターターセット（Nゲージ）

車両とユニトラック線路、パワーパックが付属し、さらには追加で購入した車両や線路を収納することができる「秘密のポケット」が付属している。
- マスターセット（Nゲージ）

スターターセットから車両を除いたセット。M1とM2（M1にV1を組み合わせたセット）の2つを用意している。
- V線路セットシリーズ（Nゲージ）

目的別にV1 - V16を展開している。
- ユニトラック線路セット・マスタープランセット（HOゲージ）

線路セットは円のみ。マスタープランセットは円 ＋ 引込み線の付いたセットである。
- ユニジョイナー（Nゲージ・HOゲージ）

ユニトラック同士の接続に使用されるもの。当初は薄茶色であったが、ユニトラックのリニューアル時に灰色に変更した。レール同士を繋ぐ金属部分も後に変更している。ドイツのティリヒから発売されているTTゲージ用線路にも採用されている。
- PlayTrack

ウェブブラウザ上で動作するユニトラック専用の線路配置をシミュレーションするソフトウェアである。他社が有料会員制サービスとして提供していたが、現在はサービスを終了している。

#### ユニトラム（UNITRAM）
ユニトラムはライトレールを用いた「未来の街を描く」という街づくりを開発コンセプトとし、Nゲージ規格の複線軌道とシーナリーベースを一体化した路面軌道プレートからなるシステムである。スタートセットと路面軌道プレートセット (V50) を展開している。
直線部の複線間隔は22mmである。これは既存のユニトラック線路を隙間なく2本並べた状態と同等で、接続も可能である。曲線部分は内側線・外側線ともに同一曲率であり、90度ごとに外側線の曲線開始部が若干オフセットしている。そのため、曲線開始部から45度のプレート同士の接続点で複線間隔が33mmとなる。
路面軌道プレートの軌道面の高さはユニトラックと同一に設計している。なお、ユニトラックの標準的な複線間隔は33mmであり、従来のユニトラック複線線路やポイントなどと直線部で接続する場合には複線間隔の変更が必要であるが、そのための接続線路も用意されている。

### 制御機器
近年はアメリカのデジトラックス社と提携して、DCCに対応した入門用コントローラーD101なども展開している。DCC用の車載デコーダー (受信機) をワンタッチ装着可能とした、DCCフレンドリー対応の製品も多く発売している。2006年以降の欧州向け製品はNEM規格に適合済みである。
伝統的な直流12ボルト制御方式では、パワーパック、新コントローラーシステム (定電圧直流電源) に加え、リアルな質感を備えレバー操作で計器類が連動する運転台形コントローラーを発売している。
- ジャンプポート

従来の自社直流制御コントローラーをDCCコントローラーに接続させる仕組みで、デジタルコントローラーD101 (DCS50K) に装備される。直流電流を変換して制御信号として認識させるシステムのこと。
- サウンド制御 （アメリカ向けHOゲージ）

サウンドデコーダーを内装した車両は走行スピードに応じてエンジン回転ピッチ音などを変化させながらリアルに走行する。スロットルからの指示によって、汽笛、警笛、連結音、きしみ音などを自由に鳴らすことのできるシステムである。
- サウンドボックス・サウンドカード（日本向けNゲージ・HOゲージ）

別売りのサウンドセットを購入し、パワーパックと連動する形で走行スピードに応じてモーター音、エンジン回転ピッチ音、蒸気機関車の音などを変化させながらリアルに走行する。スロットルからの指示によって、汽笛、警笛、連結音、きしみ音、合図ブザーなどを自由に鳴らすことのできるシステムである。音声の外部出力や、本体からの外部音声の再生も可能。DCCには非対応。
- 色灯式信号機（2灯式・3灯式）

1975年から80年代初頭までは豆電球を用いたリレー式であったが、80年代中頃より、LED化されたハイテク信号灯システムに置き換えられた。

### ストラクチャー・アクセサリー
日本型Nゲージレイアウトづくりのためのシステム商品を自社ブランドで展開する。また、日本国外の提携各社のレイアウト用品を自社パッケージブランド化し幅広く投入している。HOゲージでは人形のみ発売している。

#### ストラクチャー
かつては車両開発にはかなり積極的であったものの、ストラクチャー類に関しては消極的で、ヨーロッパやアメリカの輸入キットに頼っていた。1980年代から国産のストラクチャーを徐々に展開し始め、90年代には駅舎やプラットホームといった鉄道シリーズのほか住宅などの一般情景用品も扱う様になった。イージーキットと呼ばれるキット形態と、完成品形態のものを展開している。1970年代の鉄道施設や町並みを再現する「ローカルストラクチャーシリーズ」は、蒸気機関車時代に強みがある。一部アトラス、ファーラー製品も含まれる。過去にはヘルヤンやフォルマー、キブリ製品も輸入販売していた。

#### ジオタウン
プレート上に町並みを再現したシリーズで、完成品形態で販売する。いわゆるお座敷運転でも、建物やプレートを並べるだけで風景付きレイアウトの雰囲気を楽しめる。駅前施設のほか、レストランや商業ビル、公共施設など幅広い。郵便自動車や人形などのアクセサリーが展開されている。一部の製品で中国生産のものが存在する。

#### レイアウト用材料
樹木や草地、地面、ユニトラック用バラストを自社展開している。一部ノッホ、ウッドランドシーニックス製品も含まれる。

### 印刷物
1978年から概ね3･4年ごとに「KATO 鉄道模型総合カタログ」を発行していたが、2008年からはホームページでの情報提供が充実された事に伴い、車両製品についてはその年の新規生産予定のモデルや再生産を予定している車種を中心に掲載し、カタログを毎年発行する事になった。ユニトラックやレイアウト用品、制御機器は生産時期を問わず全て掲載されている。カタログに未掲載の車両製品については「KATO Nゲージ アーカイブス - 鉄道模型3000両の世界」で補完することにしている。また、それ以前は季刊発行の小冊子「KATO NEWS」で新製品情報を補完していたが、ホームページの充実化により通巻99号を最後に休刊状態となっている。
- KATO Nゲージ・HOゲージ鉄道模型カタログ（2008年版より年1回発行。2009年版までは名称を「KATO 鉄道模型総合カタログ」として販売していた。）
- KATO Nゲージ アーカイブス - 鉄道模型3000両の世界
- KATO NEWS（季刊・年4回発行、休刊中）
- KATO鉄道模型レイアウトガイド
- ユニトラックレイアウトプラン集（Nゲージ）

一部の冊子では、アルファベット（ラテン文字）のNの文字をモチーフにした「エヌジロー」がマスコットとなっている。口癖は語尾「なのだエヌ！」。

## ホビーセンターカトー
自社製品を主に取り扱うショールーム店舗で、系列会社の株式会社ホビーセンターカトーが運営する。店内にはレイアウトが設置され、自社製品の展示と販売が行われる。メーカー窓口としての性格も強く、故障修理をはじめとするアフターサービス受付を担当する。また、ASSYパーツ（工場組立用部品）の品揃えに絶大な強みを持つ。輸入ストラクチャー製品やレイアウト用品の取り扱いも豊富である。なお、1977年に東京都新宿区高田馬場に開設されたショールームは、1986年に新宿区西落合の本社屋内に移転し、ホビーセンターカトー東京として集約された。その後、店舗ビル建替え工事のため、2012年12月18日から2014年2月16日まで歌舞伎町で仮営業し、同年2月22日に本社新社屋内にてリニューアルオープンした。
- ホビーセンターカトー東京：東京都新宿区西落合1丁目24番10号（カトー本社1-2階）
- KATO京都駅店：京都府京都市下京区烏丸通塩小路下る東塩小路町901（京都駅ビル9階）- 2016年3月19日に開店

過去の店舗として大阪店：大阪府吹田市豊津町12番15号 があったが、 KATO京都駅店（京都駅ビル9階）への移転のため、2016年3月10日をもって閉店。大阪店は1980年代には大阪市浪速区難波中の南海難波駅近くにあった。
ラウンドハウス（ROUND HOUSE）
「ホビーセンターカトー製品」の旧ブランド名である。当ブランドで発売されている車両は一部を除いて既存製品の金型を流用しているため、実車と大きく異なる部分がある。そのため、製品は「タイプ」として販売している（この点は特別企画品と似ている）。
現在は使用されておらず「ホビーセンターカトー製品」の名で販売される。
KATO CUSTOMSHOP
近年、DCCの取り扱いを本格化していることに関連してホビーセンター内に KATO CUSTOMSHOP を併設。パーツやシールの取り付けを有償で受け付けるほか、DCC導入の相談や加工サービスを提供している。
保存車
ホビーセンターカトー東京の敷地内には京急230形電車（デハ268）を保存展示している。車内は原則非公開だが、近年はイベントで公開されることがある。

## KATO Railway Park

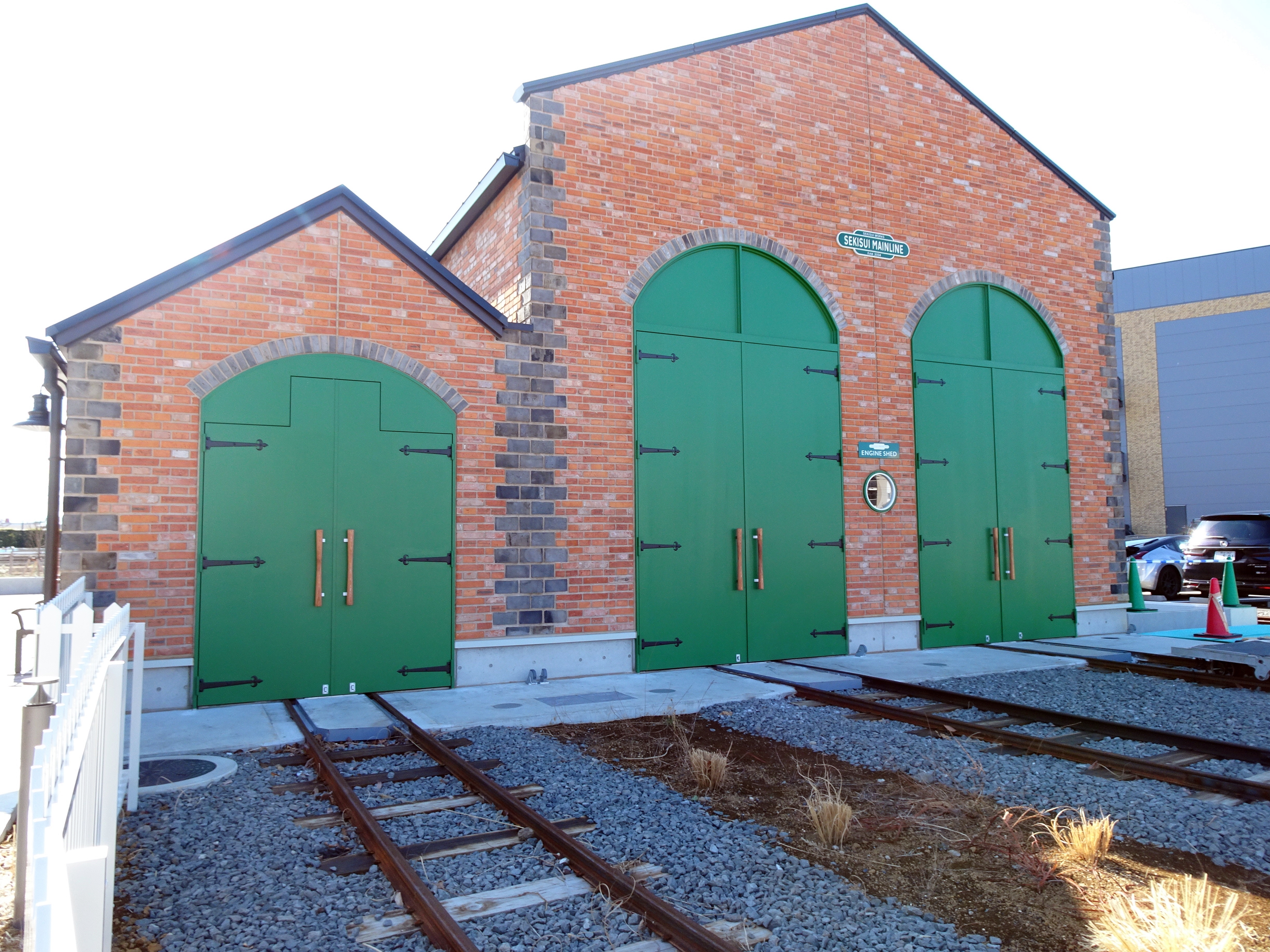
KATO Railway Parkの車庫

2019年に包括協定を締結した鶴ヶ島市と今後のまちづくりに向けた地域の活性化と市民サービスの向上のため、同市に建設された鶴ヶ丘工場（SEKISUI WORKS）に隣接する鶴ヶ丘児童公園と一体化させた地域の新たな拠点として、2024年6月9日に開業した。
公園と新工場の敷地の外周部に敷設されたナローゲージ「関水本線」は本線のみ762mm軌間と610mm軌間の三線軌条で敷設されており、保存車両を収容する機関庫は3線のうち2線が762mm軌間で、1線が610mm軌間で敷設されている。本線はエンドレスで全周の長さは630mである。車両の運行と公開は特定日のみとなるため、通常は非公開である。
以下に関水本線で保存される車両を概説する。
動態保存車（762mm）
- 機関車
  - 0-6-0T ORIVER&ORIVE
    - 1948年ベルギー製造（ORIVER）、2024年製造（ORIVE）
    - ORIVERは2018年に閉園した野辺山SLランドより譲受した蒸気機関車362号。イギリス風のスタイルに改装するなどの整備が行われており、野辺山時代に増設された灯油ボイラーとディーゼル発電機は撤去されて、既存のボイラーを小型の灯油ボイラーに換装している。ORIVEはその灯油ボイラーに電源を供給する専用電源車として、イギリスの塩運搬貨車をモチーフとして新製された。

  - B11形蓄電池機関車B13号機
    - 1953年西武所沢工場製造
    - 西武鉄道初代山口線が運行していたもの。山口線の案内軌条式鉄道化に伴い廃車され、大井川鉄道（現：大井川鐵道）を経て浜松市内の宗教団体「ハレルヤコミュニティーチャーチ」に譲渡されていた。

  - 0-4-0 DL SHUNTER BILLY
    - 1954年酒井工作所製造
    - 2018年に閉園した野辺山SLランドより譲受したディーゼル機関車3号。もともとは関東特殊製鋼の工場内の専用線で使用されていた。
- 客車
  - 21形客車22号
    - 1950年西武所沢工場製造
    - 34号車
    - 1921年製造、元井笠鉄道ホハ10形で、西武鉄道初代山口線が譲受し運行していたもの。B11形と共に大井川鉄道（現：大井川鐵道）を経て浜松市内の宗教団体「ハレルヤコミュニティーチャーチ」に譲渡されていた。

  - BRUNO
    - 2024年製造
    - オープン客車で、2018年に閉園した野辺山SLランドより譲受した客車を改造したもの。

  - NELL
    - 2024年製造
    - オープン客車で、2018年に閉園した野辺山SLランドより譲受した客車を改造したもの。

  - TRASH WAGON POE
    - 製造年不明
    - 栃木県佐野市の住友セメント(現：住友大阪セメント)唐沢鉱山の専用鉄道で使用されていた鉱石運搬貨車を改造したオープン客車。レール方向に向いた木製ベンチを背中合わせに設置している（乗客は進行方向横向きに座る形になる）。
- 貨車
  - TRASH WAGON HERON
    - 製造年不明
    - 栃木県佐野市の住友セメント(現：住友大阪セメント)唐沢鉱山の専用鉄道で使用されていた鉱石運搬貨車を改造した箱型トロッコ貨車。沿線の落ち葉拾いなどに使用される。

静態保存車（762mm）
- コッペル532号機
  - 1928年ドイツ・コッペル社製造
  - 西武鉄道初代山口線が運行していたもの。山口線の案内軌条式鉄道化に伴い廃車され、北海道の「丸瀬布森林公園いこいの森」に静態保存されていた。

動態保存車（610mm）
- 機関車
  - 0-4-0ST EMESLETT OSCAR
    - 2023年羅須地人鉄道協会製造
    - 同会6両目の蒸気機関車として製造されたサドルタンク機。デザインは18世紀イギリスの漫画家のローランド・エメットが描いた数々の蒸気機関車の絵と、イギリスのナローゲージを象徴するハンズレット社製の蒸気機関車を基にしている。部品はイギリスのアンティークショップやオークションで入手したという。

  - BATTERY CAR SHUNTER IWASHI
    - 1980年製造
    - 蓄電池機関車で、保線作業や沿線の落ち葉拾い、本線走行前の警戒巡回用などの事業用車両。
- 客車
  - RACHEL
    - 製造年不明（2023年羅須地人鉄道協会改造）
    - 鉱石運搬貨車を改造したオープン客車。レール方向に向いた木製ベンチを背中合わせに設置している（乗客は進行方向横向きに座る形になる）。関水本線にはOSCARと共に入線した。
- 貨車
  - CARROLL
    - 2024年製造
    - 箱形トロッコ貨車。木製の箱は着脱可能で、平トロッコとして各種の工具なども運搬できる。

## 文献
- 株式会社関水金属『KATO Nゲージ生誕50周年 記念誌』ネコ・パブリッシング、2016年12月。ISBN 978-4-7770-5404-6。